# Đại học Sư phạm Hoa Trung
Đại học Sư phạm Hoa Trung (giản thể: 华中师范大学, phồn thể: 華中師範大學 (Hoa Trung Sư phạm đại học), bính âm: Huázhōng Shīfàn Dàxué) là một đại học nằm ở thành phố Vũ Hán, thủ phủ tỉnh Hồ Bắc, Trung Quốc, là một đại học tổng hợp trọng điểm trực thuộc Bộ giáo dục Trung Quốc.

## Vị trí địa lý
Đại học sư phạm Hoa Trung nằm ở thành phố Vũ Hán tỉnh Hồ Bắc, tọa lạc trên ngọn núi Quế Tử bên bờ Nam của Đông Hồ khu Vũ Xương. Trường tiếp giáp khu công nghệ mới Vũ Hán và có diện tích trên 2000 mẫu. Là trường đại học trọng điểm trực thuộc bộ giáo dục Trung Quốc, đồng thời cũng là một trong số dự án "công trình 211" trọng điểm đầu tư xây dựng của chiến lược phát triển giáo dục Trung Quốc. là cơ sở quan trọng của quốc gia đào tạo bồi dưỡng các giáo viên của các trường trung, cao cấp và các nhân tài chuyên môn cấp cao khác.
Quá trình lịch sử
Trường có lịch sử lâu đời, năm 1903 được lập lên là phòng thư viện đại học văn hóa (1871 bắt đầu là thư viện văn hóa, 1924 đổi tên thành đại học Hoa Trung) năm 1912 lập ra trường đại học Hoa Trung, 1940 lập lên học viện giáo dục đại học Trung Nguyên. Năm 1951 thành lập ra trường đại học công lập Hoa Trung. 1952 đổi tên thành trường sư phạm cao cấp Hoa Trung, 1953 đặt tên Học viện sư phạm Hoa Trung, năm 1985 trường đổi tên là Đại học sư phạm Hoa Trung do người sáng lập đầu tiên ra trường đại học Trung Nguyên là Đồng chí Đặng Tiểu Bình tự tay viết tên trường. năm 1993 trong dịp kỷ niệm 90 năm thành lập trường đồng chí Tổng bí thư Giang Trạch Dân có đưa ra lời nhắn nhủ: " Phát triển sự nghiệp sư phạm giáo dục, nâng cao tố chất văn hóa dân tộc".
Trong quá trình phát triển 100 năm trường đã kế thứa những tinh hoa văn hóa truyền thống Trung Quốc hấp thụ những nét văn hóa tiêu biểu và tốt đẹp của nước ngoài
Hệ thống đào tạo
Trường đại học sư phạm có các học viện (22 học viện)
Học viện tâm lý, học viện chính trị và pháp luật, học viện văn học, học viện văn hóa lịch sử, học viện kinh tế, học viện ngoại ngữ, học viện thống kê và toán học, học viện khoa học kỹ thuật vật lý, học viện hóa học, học viện sinh học, học viện môi trường, học viện quản lý, học viện kỹ thuật chuyên ngành cao cấp, học viện hệ thống giáo dục, học viện âm nhạc, học viện mỹ thuật, học viện thể thao,học viện xã hội, học viện giao lưu văn hóa quốc tế.
Các khoa (3 khoa)
Khoa kỹ thuật tin tức, khoa quản lý tin tức, khoa tin học
Các trung tâm và phòng nghiên cứu (có 60 người)
Trung tâm nghiên cứu các vấn đề nông thôn Trung Quốc, phòng nghiên cứu ngôn ngữ, trung tâm nghiên cứu kỹ thuật số tỉnh Hồ bắc. 
có 56 chuyên ngành đào tạo bậc đại học tuyển sinh toàn quốc. trung tâm bồi dưỡng giáo viên khu vực Trung Nam bộ giáo dục. trung tâm bồi dưỡng cán bộ quản lý giáo dục khu vực Trung Nam bộ giáo dục. tổng số sinh viên toàn trường hiện nay có hơn 20000 người, trong đó nghiên cứu sinh là 7000 người, lưu học sinh là 600 người, trường cơ bản được hình thành từ đào tạo bậc đại học, NCS Thạc sĩ, NCS tiến sĩ và sau tiến sĩ
Đội ngũ giáo viên giảng dạy
Hiện tại đội ngũ cán bộ công nhân viên của trường là hơn 3700 người, trực tiếp đứng lớp giảng dạy hơn 1400 người, trong đó giáo sư 350 người, phó giáo sư 508 người,tiến sĩ hướng dẫn nghiên cứu sinh hơn 200 người. Đặc biệt trong đó có 2 vị giáo sư nổi tiếng uyên thâm về lĩnh vực nghiên cứu khoa học xã hội nhân văn, 1 vị giáo sư thỉnh giảng thuộc nhóm nghiên cứu học giả Trường Giang, và 5 vị viện sĩ thỉnh giảng tại trường. Nhà trường là một trong những đơn vị được giao trách nhiệm đào tạo và cấp học vị thạc sĩ tiến sĩ, đồng thời cũng được quyền đánh giá phong tặng học hàm giáo sư, phó giáo sư và tư cách tiến sĩ hướng dẫn nghiên cứu sinh.. Hiện trường đang tổ chức giảng dạy và nghiên cứu 8 chuyên ngành khoa học trọng điểm quốc gia, 1 chuyên ngành khoa học giáo dục trọng điểm cấp quốc gia, 8 chuyên ngành khoa học trọng điểm cấp 1 tỉnh Hồ Bắc, 12 chuyên ngành khoa học trọng điểm cấp 2 tỉnh Hồ Bắc, 2 trung tâm nghiên cứu và bồi dưỡng nhân tài cho 2 ngành khoa học cơ bản cấp quốc gia (vật lýhọc - lịch sử học), 3 trung tâm nghiên cứu trọng điểm trực thuộc viện khoa học xã hội nhân văn toàn quốc(viện nghiên cứu lịch sử cận đại Trung Quốc, viện nghiên cứu các vấn đề của nông thôn Trung Quốc, trung tâm nghiên cứu ngôn ngữ và giáo dục ngôn ngữ), 1 trung tâm nghiên cứu khoa học công nghệ và thực nghiệm cấp Bộ, ngoài ra là 8 chuyên ngành khoa học thuộc 2 lĩnh vực ngôn ngữ văn học Trung Quốc và vật lý học có trung tâm đào tạo và bồi dưỡng sau Tiến sĩ, 7 chuyên ngành khoa học cấp 1 đào tạoTiến sĩ, 19 chuyên ngành khoa học cấp1 đào tạo Thạc sĩ, 78 chuyên ngành đào tạo Tiến sĩ, 160 chuyên ngành đào tạo Thạc sĩ.
Cơ sở vật chất

Nhà trường vô cùng coi trọng việc không ngừng cải thiện đời sống cũng như điêu kiện học tập cho sinh viên, hiện nay đã có 10 giảng đường cao tầng trang thiết bị hiện đại phục vụ công tác giảng dạy và nghiên cứu, rất nhiều sân thể thao, xây dựng 2 thư viện hiện đại tổng diện tích hơn 13000 mét vuông. với hơn 2,8 triệu đầu sách ngoài ra còn có hệ thống mạng phục vụ và quản lý thong tin. Tại tất cả các khoa,các học viện, trung tâm nghiên cứu tổng cộng có hơn 9000 máy vi tính; và tất cả đều được nối mạng.nhằm phục vụ nhu cầu tra cứu học tập. Tất cả các khu ký túc xá của sinh viên đều tiến hành quản lý giống như các chung cư hiện đại, đều có lắp đặt hệ thống máy giặt sử dụng tiền xu, trong mỗi phòng ngoài các đồ dung thiết yếu như chăn ga gối đệm giưòng tủ sách bàn ghế còn có tủ quần áo và phòng giữ đồ vàđiện thoại. Hiện trường có 7 nhàăn tập thể và một khách sạn 3 sao, nhằm thoả mãn nhu cầu khác nhau về ẩm thực, khác nhau về văn hoá, về mức sống của tất cả sinh viên. Trong trường có một bệnh viện cấp 1, thực hiện chế độ trực ban hang ngày nhằm chăm sóc sức khoe miễn phí cho sinh viên, ngoài ra trong trường còn có các siêu thị, hồ bơi, tiệm cắt tóc, phục vụ nhu yếu phẩm cho sinh viên. Trường đã cho xây dựng nhà thi đấu thể thao tổng hợp, phòng thể hình, sân bóng đá, sân bong rổ, sân quần vợt, bong chuyền, câù lông nhằm đáp ứng nhu cầu rèn luyện thể chất cho sinh viên.
Nhà trường có quan hệ hợp tác mật thiết với rất nhiều trường trọng điểm, viện và các cơ quan nghiên cứu trong nước, thiết lập quan hệ hợp tác giáo dục nghiên cứu với hơn 100 trường đại học lớn ở hơn 70 nước trên thế giới. Hàng năm nhà trường đều tổ chức mời các chuyên gia nước ngoài và giảng viên về trường tham gia giảng dạy nói chuyện. Những năm gần đây, nhà trường đã cử nhiều cán bộ giảng viên sang các nước bạn học tập nghiên cứu, trong đó một số lượng lớn đã học tập xong quay trở về trường tiếp tục công tác trở thành một lực lượng cán bộ chủ chốt trong nghiên cứu và giảng dạy, ngoài ra còn một bộ phận không nhỏ các giảng viên đang công tác ngoài nước nhằm mục đích đóng góp vào thúc đẩy sự giao lưu văn hóa giáo dục và khoa học kĩ thuật giữa Trung Quốc và quốc tế.